# Eduard Arning

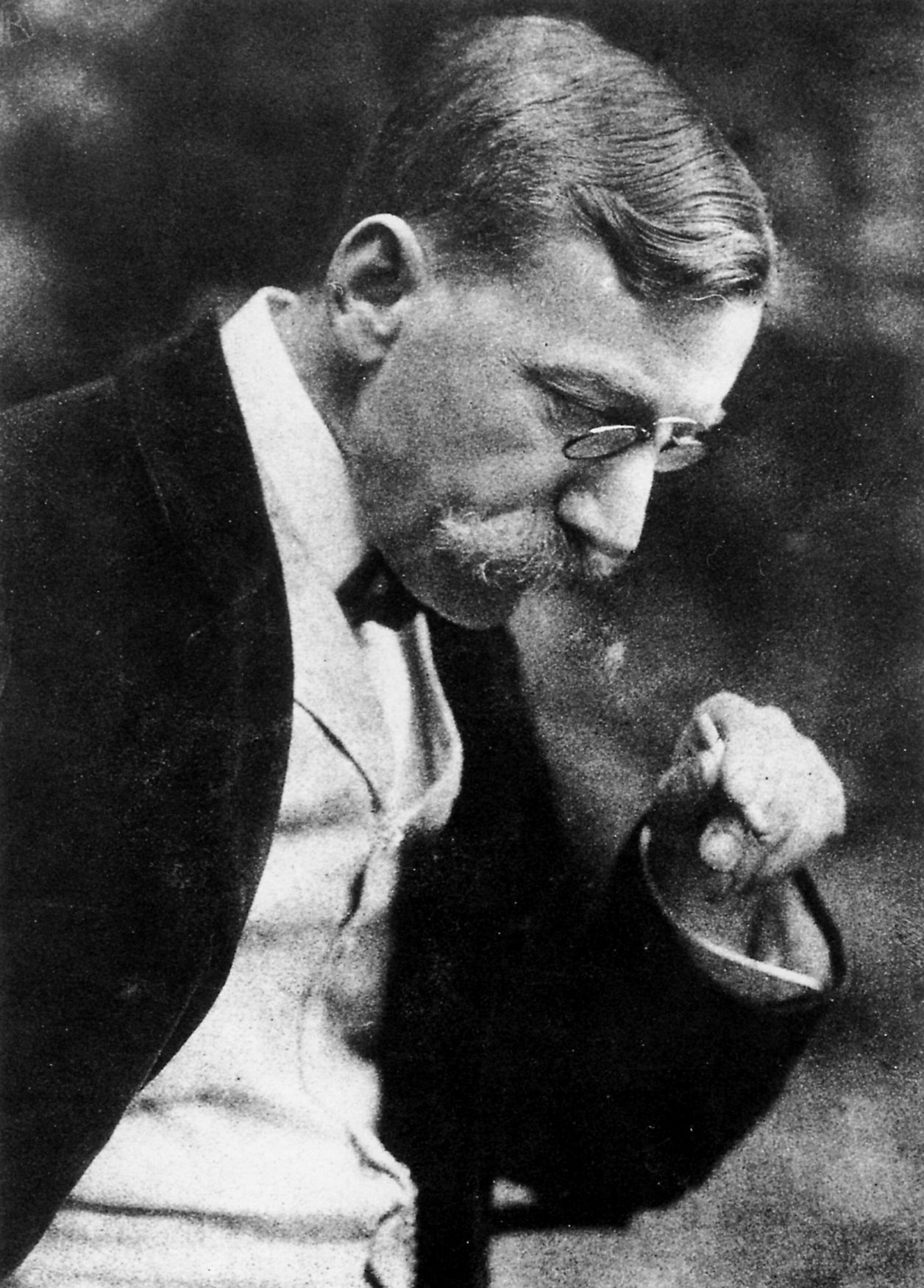
Eduard Arning, Fotografie von Rudolf Dührkoop, 1903

Eduard Christian Arning bzw. Edward Christian Arning (* 9. Juni 1855 in Manchester; † 20. August 1936 in München) war ein deutsch-englischer Dermatologe und Lepraforscher, der hierzu Menschenversuche unternahm.

## Leben
Eduard Arning entstammte einer alten Hamburger Patrizierfamilie. Sein Großvater war der Senator Johann Arning. Er wurde zunächst zweisprachig (deutsch-englisch) von Hauslehrern erzogen, durchlief dann das Johanneum in Hamburg bis zum Abitur im März 1874. Nach dem Medizinstudium in Heidelberg und Straßburg lernte er in Berlin den berühmten Dermatologen Oskar Lassar – einen gebürtigen Hamburger – kennen, der ihn an die Universitäts-Hautklinik Breslau vermittelte. Breslau war wie Wien eine Hochburg der deutschen Dermatologie. Arning wurde Schüler von Oskar Simon (1845–1882) und Albert Neisser (1855–1916), die zu den anerkanntesten Dermatologen der damaligen Zeit gehörten.

### Lepraforschung in Hawaii
Nach seinem Ausscheiden aus der Breslauer Klinik ging er für drei Jahre von 1883 bis 1886 als Stipendiat der Alexander-von-Humboldt-Stiftung der Preußischen Akademie der Wissenschaften zur Erforschung der Lepra auf die Sandwich-Inseln nach Hawaii. Arning experimentierte hier mit Menschen, indem er sie mit Leprabakterien infizierte und die Entwicklung der Krankheit beobachtete. Für seine Forschungen wurde ihm ein Etat von 10.000 Mark zur Verfügung gestellt.
In seinem Forschungsantrag benannte Arning die „günstigen Experimentierbedingungen“. Dazu zählte, dass Lepra erst seit kurzer Zeit „durch die koloniale Vereinnahmung Hawaiis“ (Anna Bergmann) eingeschleppt wurde. Die große Verbreitung der Krankheit nannte Arning als erstes Kriterium: „1. Größe des vorhandenen Krankenmaterials.“ Auch sei das „Material“ auf wenige Punkte verteilt: „in einer Beobachtungsstation“ und in einer Absonderungskolonie auf der Insel Molokai. Besondere Bedeutung für seine Forschung hatte der schnelle Krankheitsverlauf:

„Während in europäischen Lepra-Ländern 15–20 Jahre für den Verlauf der Lepra gelten, (…) führt auf den S.W.Inseln die Lepra fast ausnahmslos in 3–5 Jahren zum Tode. Es ist somit gegründete Hoffnung vorhanden, sowohl über den gedrängteren klinischen Verlauf, als auch durch reichliche Sectionen über die bisher so wenig bekannten visceralen Formen der Lepra nähere Aufschlüsse zu erhalten.“

Vor Ort waren die Experimentierbedingungen jedoch schwieriger, da die „Isolierung“ in der „polynesischen Kultur politisch nicht durchsetzbar“ (Bergmann) war. Zunächst standen Experimente mit Tieren auf seiner Agenda, die er mit Lepraknötchen von Patienten des Leprahospitals in Kakaʻako infizierte. Dem Chirurgen Rudolf Virchow, mit dem Arning korrespondierte, verdankte Arning die Empfehlung, sich für seine Versuche Schweine anzuschaffen. Anschließend folgten Impfexperimente an kranken Menschen.
Sein Experiment am Menschen stellte er 1889 in Prag der Deutschen Dermatologischen Gesellschaft vor. Dieses Experiment betraf den von ihm als „Material“ bezeichneten 48-jährigen Polynesier namens Keanu. Keanu war verheiratet und Vater von zwei Kindern. Keanu sei, so heißt es in seinem Vortrag über seine Versuchsperson, ein „bestialischer Mörder“ gewesen. Als zum Tode verurteilter Mörder entschied er sich zur Teilnahme am Experiment im Austausch für die Todesstrafe". Allerdings beklagte sich Arning über die Taubheit seiner Versuchsperson, weshalb er die Vorgeschichte des Häftlings nicht weiter habe ermitteln können. Die Angaben über Keanu seitens der Behörden seien hingegen nicht unbedingt sehr ernst zu nehmen, da Hawaiier „zu leichtfertigen oder gar lügnerischen Angaben“ neigten. Das Experiment an Keanu begann am 28. September 1884. Entsprechend seinen Tierexperimenten entnahm Arning einem Mädchen, das „seit Jahren das Bild einer exquisiten tuberösen Lepra bot“ (Arning), ein Lepraknötchen und pflanzte es Keanu ein. Er beobachtete den Krankheitsverlauf und fotografierte seine Versuchsperson. 1888 konnte Arning sein Experiment erfolgreich  auswerten: „Ohren knotig verdickt und beträchtlich vergrößert, ebenso Haut der Stirn; Wangen, Nase und Kinn zeigen flache knotige Infiltrationen, Gesicht zeigt im Allgemeinen die charakteristische Facies leonina (…) Hände gedunsen.“ Damit konnte Arning zum ersten Mal den Nachweis erbringen, dass Lepra ansteckend ist. Für die Wissenschaftlichkeit des Ergebnisses waren allerdings weitere Versuche dieser Art notwendig. Keanu wurde im Februar 1889 auf die Aussätzigeninsel Molokai verbannt und starb im März des Jahres 1889.

### Ethnologische Tätigkeiten in der Südsee
Während seines Forschungsprojekts in der Südsee betätigte er sich auch als Ethnologe und „sammelte“ 300 Stücke polynesischer Kultgegenstände für das Berliner Museum für Völkerkunde. Geehrt wurde er dafür von dem Physiologen Emil Heinrich Du Bois-Reymond (1818–1896), dem Vorsitzenden des Berliner Akademiekuratoriums, da Arning „mit großem Erfolg alles gesammelt, was sich von Geräth, Waffen, Schmuck jener schnell und schneller dahinsiechenden Bevölkerung noch irgend bergen liess.“ Dazu schreibt Anna Bergmann: „Über seine medizinischen Forschungen hinaus plünderte Arning Knochen und Schädel von Häuptlingen sowie Priestern aus Grabhöhlen und sezierte Tote gegen den Widerstand der polynesischen Bevölkerung.“ Der Berliner Akademie berichtet er über seine Arbeitsbedingungen: „Das mitgebrachte Material besteht in den von 18 Sectionen getrennt aufbewahrten Organtheilen, einigen Gehirnen, Rückenmarken und Extremitäten. Ganze Organe zur Conservirung zur Seite zu schaffen, gelang mir bei Wachsamkeit der Kanaken nur in den seltensten Fällen.“ 237 Fotoplatten befinden sich im Besitz des Museums für Völkerkunde in Hamburg. Digitalisierte Kopien dieser Dokumente wurden 1998 der Hawaiian Historical Society übergeben.

### Niederlassung in Hamburg
Im November 1886 erfolgte die Zulassung als Arzt in Hamburg, 1887 ließ Arning sich als Facharzt für Haut- und Geschlechtskrankheiten in Hamburg nieder. Er heiratete im Juni 1888 Helene Blohm (1869–1924), Tochter des Hamburger Kaufmanns Ludwig Friedrich Blohm. Das Ehepaar hatte drei Kinder. Im Mai 1904 wurde er Hamburger Bürger.
Bevor er als Nachfolger des Dermatologen Julius Engel-Reimers die Stelle als Oberarzt an der Abteilung für Hautkrankheiten und Syphilis am Allgemeinen Krankenhaus St. Georg übernahm – sein Mitbewerber und letztlich unterlegener Konkurrent war Paul Gerson Unna – lehnte er Rufe auf die dermatologischen Extraordinariate in Kiel und Marburg ab. Nach Gründung der Universität Hamburg 1919 wurde Arning zum außerplanmäßigen Professor ernannt, die Abteilung im Allgemeinen Krankenhaus St. Georg wurde zur Universitätsklinik erhoben, da in Eppendorf zu diesem Zeitpunkt noch die Voraussetzungen für gleichzeitige Forschung und Krankenversorgung fehlten.
1925 äußerte sich der Dermatologe Josef Jadassohn anlässlich Arnings 70. Geburtstags lobend über dessen Handeln: „Es war tief in Ihrem ganzen Wesen und Ihrer Laufbahn begründet, dass Ihnen immer das rein Ärztliche, das Helfen und Heilen, in erster Linie stand“.
Arning wurde 69-jährig emeritiert. Bis zu seinem Tod im 82. Lebensjahr erhielt er noch zahlreiche Ehrungen im In- und Ausland.
Nach Arning wurde ein dermatologisches Präparat benannt, die so genannte „Arningsche Tinktur“.
Eduard Arning wurde auf dem Ohlsdorfer Friedhof in Hamburg, Planquadrat  P 24 (oberhalb des Wasserturms an der Cordesallee), beigesetzt.
Die Dermatologie der Klinik St. Georg in Hamburg trägt seit 2004 den Namen „Eduard-Arning-Klinik“.

## Schriften (Auswahl)
- mit Max Nonne: Weiterer Beitrag zur Klinik und Anatomie der Neuritis leprosa. 1893.[11]
- Ethnographische Notizen aus Hawaii. Friederichsen/De Gruyter & Co., Hamburg 1931.
- Die neue Diapositiv-Platte. In: Photographische Rundschau. 14. Jahrgang 1900, S. 85 ff.

## Arning als Amateurfotograf
Arning war einer der ersten, die fotografierten, ohne es als berufliche Tätigkeit auszuüben. Die ersten belegbaren Aufnahmen stammen von Oktober 1884, die während seines Aufenthaltes auf Hawaii von 1883 bis 1886 entstanden. 237 Aufnahmen werden im Museum am Rothenbaum (MARKK) aufbewahrt. Im April 1894 hielt Arning einen Vortrag mit Aufnahmen über die hawaiischen Inseln. Später zeigte Arning diese und späteren Aufnahmen, die er bei seinen zahlreichen Reisen machte, mehrfach auf Veranstaltungen. Anfang der 1890er beteiligte sich Arning an der von dem Direktor der Hamburger Kunsthalle Alfred Lichtwark initiierten Bewegung der Amateur- und späteren Kunstfotografie. Er nahm an zahlreichen Ausstellungen teil. Seine Aufnahmen wurden oft ausgezeichnet und von den Beobachtern lobend herausgestellt. Ab 1896 war Arning für einige Jahre Mitglied des Präsidiums der „Gesellschaft zur Förderung der Amateur-Photographie“ in Hamburg. Am 1. März 1905 wurde er als Nachfolger von Ernst Juhl zu deren 1. Vorsitzendem gewählt.

### Auszeichnungen (Auswahl)
- 3. Ehrenpreis des Künstlervereins Hamburg 1893[18]
- Anerkennungsdiplom auf der internationalen photographischen Ausstellung zu Salzburg 1895.[19]
- Goldene Medaille auf der „Internationalen Ausstellung für Amateur-Photographie, Berlin 1896“[20]
- Eine Silberne Medaille auf der Leipziger Ausstellung von Amateurphotographien aus Deutschland und Österreich 1897(?)[21]
- Silberne Medaille auf der Flensburger Ausstellung, 1897.[22]